# L'Aubépin
L'Aubépin är en kommun i departementet Jura i regionen Bourgogne-Franche-Comté i östra Frankrike. Kommunen ligger i kantonen Saint-Amour som tillhör arrondissementet Lons-le-Saunier. År 2018 hade L'Aubépin 161 invånare.

## Befolkningsutveckling
Antalet invånare i kommunen L'Aubépin
Referens:INSEE